# Ran Chandnani
Ran Shor Chandnani (1930) è un ex nuotatore ed ex pallanuotista indiano.

## Biografia
Ha rappresentato l'India ai Giochi olimpici estivi di Helsinki 1952 nel torneo di pallanuoto.